# Homalium deplanchei
 (novembre 2012).
Si vous disposez d'ouvrages ou d'articles de référence ou si vous connaissez des sites web de qualité traitant du thème abordé ici, merci de compléter l'article en donnant les références utiles à sa vérifiabilité et en les liant à la section « Notes et références ».
Espèce
Classification phylogénétique
Homalium deplanchei est une espèce de plantes à fleurs de la famille des Flacourtiaceae, ou des Salicaceae selon la classification phylogénétique. Il est un arbre endémique des Forêts sèches de Nouvelle-Calédonie.

## Genre
Le nom d’espèce deplanchei lui a été donné en l’honneur du botaniste Émile Deplanche (1824-1875). Le nom de genre Homalium dérive du grec « omalos » qui signifie égal, régulier. Il existe 18 espèces de ce genre en Nouvelle-Calédonie et 180 dans le monde, uniquement en région tropicale.

## Aspect et forme générale
Cette espèce fait partie des plus grands arbres de la forêt sèche. Il a une cime bien étalée, avec des branches rampantes, très fines.

### Taille
Il peut atteindre 10 mètres de haut, mais se cantonne à 5-6 mètres en forêt.

### Écorce
L’écorce est grisâtre, légèrement rugueuse, couverte de lenticelles de forme très allongée et de couleur blanche.

### Feuilles
Les feuilles sont coriaces, de forme allongée, et légèrement arrondie. Leur bordure est toujours ondulée, voire dentelée. Elles mesurent 4 à 8 cm de long pour 2 à 4 cm de large. Leur couleur est vert foncé brillant dessus et vert clair brillant dessous. La nervure principale est plus ou moins rougeâtre et parfois même les nervures secondaires. Le pétiole des feuilles est épais et rougeâtre et peut atteindre 10 cm de long.

### Fleurs
Les fleurs sont regroupées sur des tiges plus longues que les feuilles (12 cm maximum) qui pendent au bout des branches. Les fleurs sont serrées et petites (3 mm de long). De couleur blanche à blanc verdâtre, elles ne sentent pas bon.

## Reproduction
La floraison ne semble pas être liée à une saison. Les fruits sont des capsules de 5 à 6 mm de long. Ils ont le sommet allongé, sont coriaces et s’ouvrent au sommet par des valves qui libèrent des graines peu nombreuses.

## Place dans la forêt sèche
Cet arbre est localisé dans les forêts plus ou moins denses de basse et moyenne altitude. Il fournit un bon bois. Il n’est pas menacé par les cerfs qui ne consomment pas ses feuilles : dans les régions où le cerf est particulièrement abondant, il existe des forêts qui ne sont composées que de cet arbre !